# 秋山理央
秋山 理央（あきやま りお、1984年 - ）は、日本の映像ディレクター、ジャーナリスト、政治活動家。

## 概要
神奈川県藤沢市出身。神奈川県立深沢高等学校を経て神奈川大学経済学部卒業。
インターネットのCM制作会社で勤務する。
2007年6月に第4回北海道大学学生映画祭「グランプリ」を受賞、2013年1月に第2回自由報道協会賞「FPAJファン投票大賞」を受賞、2020年6月に第8回日隅一雄・情報流通促進賞「奨励賞」を受賞。
2011年の東日本大震災での福島第一原子力発電所事故が起きたことをきっかけとしてデモ活動の動画を撮影して公開するようになった。2011年6月に鎌倉市で行われる反原発のデモ活動を知って初めて見に行って、ハードルが低いためみんなが参加すれば良いと思う。それから日本全国にデモ文化を広めて根付かせることを目的として、日本全国のデモ活動を撮影してインターネット上で公開するということをしている。対象は主に反原発や反差別であるが、クリスマス粉砕デモというデモ活動までも撮影している。
紙の爆弾の2014年3月号から2016年2月号まで記事を執筆していた。
2014年東京都知事選挙の時期には原子力発電所に反対する外山恒一と共に街宣車に乗り、原子力発電所に賛成する都知事候補を批判するという活動を行っていた。
秋山はレイシストやそれへのカウンターカルチャーが行っていた活動を撮影してYouTubeに上げるということをしてきた。その動画を映画監督であるわたなべりんたろうが無断使用していた。2014年2月にわたなべが映画を作成するに当たって秋山にインタビューの依頼と動画の使用についてのメールが送られていたが、秋山はわたなべのことを信用していなかったために無視していた。それから予告編が作成されて秋山の動画が無断で使用されていた。2014年11月にわたなべは秋山の動画を無断で使用して仮編集版を作成して秋山に見せて使用許可を求めたところ、秋山は面白くないこととクオリティが低いこととカンパの用途が不透明という点を挙げて断る。ここでのカンパとは映画編集のための費用で多額が費やされていた。それからわたなべは秋山に使用料を払うから使用許可を求めがた秋山は断る。だがわたなべは2014年12月に映画を作成するためのクラウドファンディングを始める。
2015年11月には鹿砦社より『ANTIFA ヘイトスピーチとの闘い路上の記録 秋山理央写真集』という書籍を出版する。日本でヘイトスピーチが活性化していた時期には、それを行う者に対して猛然と抗議をして罵声や怒声を自分たちに向けさせようとしていたカウンターがいた。そのカウンターは数百人が集結してプラカードや横断幕を示したり、デモ以上に大声をあげたりしていた。このように身を挺してヘイトスピーチに対して抗い続けてきた人々が本書では記録されている。
2016年4月11日に鹿砦社は秋山の会計報告の捏造を公表する。2015年6月から2015年11月まで鹿砦社は秋山に毎月15万円を支援金として援助してきた。これは鹿砦社の雑誌への写真の提供を前提としてであった。一応は写真使用料を名目としており、写真の枚数に対して過分な金額で総額では90万円になったが、秋山のブログでは鹿砦社からの資金援助は無かったかのように報告されている。秋山はブログでカンパを募っており、それの金額は公表されその額が2015年6月と7月は鹿砦社からの援助よりも多額になっているのだが、8月から11月にかけては鹿砦社からの援助よりもはるかに少ない金額が掲載されていた。
2019年に秋山は、ルドルフ・ヘスが著した『アウシュヴィッツ収容所』という書籍の中に掲載されているハインリヒ・ヒムラーを凝視する捕虜の写真を見て、胸の勲章の位置が左右逆になっていることから、この写真は左右反転している写真であるということを指摘する。